# Marraines de France
Pour plus de détails, voir Fiche technique et Distribution.
Marraines de France est un film muet français réalisé par Léonce Perret et sorti en 1916.

## Fiche technique
- Réalisation et scénario : Léonce Perret
- Chef-opérateur : Georges Specht
- Société de production : Société des Établissements L. Gaumont
- Pays de production : France
- Format : Muet - Noir et blanc
- Genre :  Film de guerre
- Date de sortie : 
  - France : 8 septembre 1916

## Distribution
- Yvette Andréyor
- Fabienne Fabrèges
- Paul Manson